# François Sublet de Noyers
Pour les articles homonymes, voir Sublet (homonymie).
François Sublet de Noyers, est un administrateur et homme d’État français, né au Mans le 14 mai 1589, mort le 20 octobre 1645 en sa propriété de Dangu.

## Origines familiales
Issu d'une famille blésoise, Sublet est le petit-fils de Mathurin Sublet (mort à Gisors le 2 mai 1559), trésorier des cents Suisses de la garde du roi, receveur des tailles en l’élection de Gisors, et de Françoise Allais (morte le 7 octobre 1597), fille de Henri Allais, sommelier d'armes du roi, bourgeois de Paris et Marguerite d'Orléans, qui dans son testament du 27 septembre 1597 porte fondation d'une messe par jour en la chapelle de la Résurrection de l'église des Saints Gervais et Prothais de Gisors autrement dit la chapelle de cuivre qu'elle avait fait bâtir.
Il est le fils de Jean Sublet de Noyers (né à Paris le 19 juillet 1553, baptisé à Saint-Paul de Paris le 22 juillet 1553, mort en 1635), sieur de La Guichonnière, trésorier des Suisses, engagé dans l’armée royale contre les protestants (1573), participant à l’ambassade de Paul de Foix auprès du pape, anobli (par lettres patentes données à Fontainebleau en septembre 1578 et enregistrées à la cour des aides de Normandie le 7 juillet 1580), acquéreur des deux demi-fiefs de Noyers le 15 mai 1579 et le 27 mai 1596, trésorier de France à Rouen (par lettre patente du 25 avril 1581, maître à la chambre des comptes de Paris (d'abord au XLIVe office reçu le 9 juin 1584, jusqu'en 1588 puis au IIIe office, l'un des quatre prenant bourse en chancellerie, reçu le 19 novembre 1587 en exercice jusqu'en 1608), secrétaire du roi (1605), chartreux (26 février 1617), et de Madeleine Bochart (morte en 1611), son épouse (par contrat du 21 avril 1583 signé devant Laurent de Monthenault et Martin Jamart, notaires à Paris).

## Ascension sociale
Le 20 décembre 1606, François Sublet de Noyers est reçu conseiller secrétaire du roi, maison, couronne de France et de ses finances par résignation de son père. Il s'en démet à son tour en 1613 en faveur de Jacques Barat. La même année, il est pourvu d'un office de conseiller et de trésorier général de France à Rouen par résignation de Claude Bretel et le 13 juin 1613 sont publiés les bans de son mariage avec Isabelle Le Sieur, de Saint-Médéric. Du 8 octobre 1623 au 25 mai 1633, il est de conseiller notaire et secrétaire du roi du collège des cinquante-quatre par la résignation de Nicolas le Pelletier. Il est reçu dans cet office le 10 décembre 1623.
Grâce à la protection de son oncle maternel Jean Bochard, contrôleur général et surintendant, il devient de 1623 à 1629 commis du contrôle général des finances. Du 14 juillet 1629 à 1636, François Sublet de Noyers est intendant des finances. En octobre 1631, il reçoit une commission pour « se rendre dans les diverses places de Champagne » afin « de faire réparer le plus promptement qu'il se pourra les manquements qui s'y trouvent ». Par une nouvelle commission du 1er mai 1632, il est envoyé comme intendant des finances auprès de l'armée pour le secours de Trèves en Allemagne commandée par le maréchal d'Effiat puis après la mort de ce dernier le 27 juillet 1632, par le maréchal d'Estrées. En septembre 1632, il est intendant de l'armée commandée en Lorraine par le maréchal de La Force. Une commission datée de Fontainebleau le 27 mai 1634 le charge de se rendre en Picardie pour « y faire en toute diligence travailler aux fortifications des villes et places, citadelles et châteaux de Doullens, Montreuil, Calais, fort de Lay, Ardres, Abbeville, Rue, Saint-Quentin, Le Castellet[Où ?], Péronne, La Capelle, Corbie, Amiens, et La Fère, suivant les devis et desseins du sieur d'Argencourt notre maréchal de bataille que nous envoyons avec vous en notredite province ». Une commission lui est donnée en avril 1634 pour se rendre à Nancy, récemment occupée par les troupes françaises, afin d'y faire travailler à la citadelle. Dans toutes ces missions, il informe régulièrement Richelieu de la situation sur place et ne lui cache pas les fragilités des dispositifs.

## Ministère
Protégé du Père Joseph, l'éminence grise du cardinal de Richelieu, il succède à Abel Servien comme secrétaire d'État de la Guerre du 16 février 1636 au 10 avril 1643. La France étant alors engagée dans la guerre de Trente Ans, le ministre doit organiser l'administration d'une armée aux effectifs démesurément accrus. Aux côtés de Louis XIII et du cardinal de Richelieu, il inspecte les différents fronts. Devant Hesdin en 1639, il concerte avec le chevalier de La Ville la conduite des attaques. Il fait fortifier un grand nombre de places. Il construit des hôpitaux militaires qu'il confie souvent aux Jésuites, pour soigner les corps et les âmes des soldats. Il réglemente les enrôlements, la discipline, les subsistances, le transport. Il développe le pouvoir des intendants d'armée afin d'assurer le contrôle du pouvoir civil sur les militaires.
Il cumule cette charge avec d'autres fonctions. Le 15 février 1637 il est nommé capitaine, concierge et surintendant du château de Fontainebleau, charge vacante par la mort de Sébastien Zamet (survenue le 6 septembre 1636). Après la mort du président Henri de Fourcy en août 1638, il est surintendant des Bâtiments de France, du 13 septembre 1638 au 20 octobre 1645. En cette qualité, il entreprend des travaux de rénovation et d'embellissement de plusieurs maisons royales, notamment le Louvre et Fontainebleau, il crée l'Imprimerie royale, installée au Louvre au 1639, et apporte son soutien aux "Intelligents", intellectuels promoteurs du classicisme dans les arts. En 1640, il envoie en mission artistique à Rome son cousin Paul Fréart de Chantelou pour décider Nicolas Poussin et Duquesnoy à venir à Paris. Le premier accepte et se voit chargé d'ordonner la Galerie des Antiques du Louvre.
Par brevet royal du 20 février 1636, il est autorisé à recevoir 7 000 livres par an sur les gabelles du Dauphiné, du Lyonnais, du Forez et du Beaujolais. Le 25 janvier 1637, il reçoit une gratification de la part des états de Provence. Le 31 mars 1640, il échange la petite principauté de Mortagne en Saintonge, que son collègue du cabinet Henri-Auguste de Loménie venait de lui céder tout exprès moyennant 240 000 livres contre Dangu, dans le Vexin normand. Il reçoit l’office de capitaine des chasses de Dangu. Il fait jeter un pont en pierres sur l'Epte, fait paver la rue qui sépare les deux anciennes paroisses de Saint-Aubin et de Saint-Jean. Il fait étudier par ingénieur hollandais l'asséchement du marais s'étendant des deux côtés du village vers Château-sur-Epte et Gisors.

## Disgrâce
À la mort de Richelieu, le 4 décembre 1642, Sublet de Noyers semble au faîte de son influence. Le
roi l’associe à toutes les décisions politiques, fait ses dévotions, avec lui, l’appelle affectueusement « le
petit bonhomme ». Mais Louis XIII est malade et le ministre songe à ménager l'avenir en se rapprochant d'Anne d'Autriche qui devrait obtenir la régence. Le souverain en est froissé, et demande un jour à Sublet de Noyers de rendre compte des trente millions de livres attribuées chaque année au département de la guerre. Se sentant mis en cause dans son honnêteté, ce dernier demande sa démission à Saint-Germain-en-Laye, le 10 avril 1643, vendredi saint, et se retire dans ses appartements. Contre toute attente, Louis XIII lui fait répondre par M. de Guénégaud, le ministre de sa Maison « de se retirer à Dangu et de laisser ses deux commis avec la cassette de ses papiers » et nomme à sa place par commission Michel Le Tellier, le 13 avril 1643.
Le 14 avril 1643, Sublet arrive à Dangu et fait savoir à ses correspondants qu'il n'aspire plus désormais qu'au calme du silence et de la solitude, loin du trouble et de l'agitation de la cour. Des amis viennent le visiter dans sa retraite. Louis XIII décède le 14 mai 1643. Sublet se rend à Paris à la fin de l'année 1643 pour remplir ses charges de surintendant des bâtiments de France et de capitaine et concierge du château de Fontainebleau. Il est reçu par le cardinal de Mazarin. Avec le soutien du premier président Matthieu Molé, il demande à remplir sa charge de secrétaire d'État dont il reste officiellement titulaire. Comme le cardinal Mazarin ne souhaite pas son rappel aux affaires, il lui propose l'archevêché d'Aix. Gondi, le futur cardinal de Retz, le tient pour dévot, voire pour un 'jésuite secret'. Il le craint comme concurrent pour l'archevêché de Paris, alors qu'il semble avoir visé celui de Rouen.
Au début de l'année 1645, constatant qu'il n'est pas entendu, Sublet de Noyers s'en retourne à Dangu. Entouré de quelques proches il se consacre à des exercices spirituels. Il participe également à la rédaction
du livre de Roland Fréart, Le Parallèle de l’architecture antique avec la Moderne. Autorisé à titre exceptionnel par le Supérieur Général des Jésuites à prononcer ses vœux, il décède le 20 octobre 1645 au hameau de "La Boissiére" à Trappes. Ses derniers moments sont relatés dans les ouvrages d'édification. Son corps en habit de jésuite est inhumé le 14 novembre 1645, à Paris, faubourg Saint-Germain dans la rue du Pot-de-Fer (actuellement rue Bonaparte), dans l'église du noviciat des Jésuites dont il avait financé la construction d'avril 1630 à octobre 1642. Son cœur est déposé au couvent des carmélites de Gisors qu'il avait fondé après avoir obtenu des lettres patentes du roi le 16 mars 1631 et pour lequel il avait constitué une rente de 625 livres par contrat du 3 mars 1633.

## Descendance
Le 25 juin 1613, François Sublet de Noyers épouse Isabeau Le Sueur (morte en 1623), fille de Guillaume Le Sueur, seigneur d'Osny, auditeur des comptes (reçu le 12 mars 1587, en exercice jusqu'au 1er avril 1588), maître des comptes de la chambre des comptes de Paris (reçu le 1er avril 1588, en exercice jusqu’au 9 mai 1603), et de Marie Du Bouchet. De ce mariage sont issus
- Guillaume Sublet (baptisé le 11 mars 1615, mort à Noyers le 29 octobre 1673) seigneur des Noyers, baron de Dangu (jusqu’au 1er décembre 1663), avocat au parlement de Dijon, conseiller au parlement de Metz (reçu le 24 juillet 1635, résigne en 1648), chargé de l'inspection des places frontières de la Champagne (1639), secrétaire du Roi (reçu le 4 septembre 1648), général des Finances à Rouen, sans postérité
- Elisabeth Sublet (baptisée le 14 janvier 1618, morte jeune
- Madeleine Sublet (baptisée à Noyers le 19 février 1622, morte le 16 décembre 1667), prend l'habit de religion au couvent de Saint-Denis (janvier 1634), religieuse carmélite au couvent de Pontoise dont elle est sous-prieure trois ans.

Le titre de seigneur de Noyers passe après la mort de Guillaume à la descendance du jeune frère de François Sublet de Noyers, Mathurin. Les Sublet de Noyers s'éteignent un peu avant la Révolution française. Subsiste également la branche cadette des Sublet d’Heudicourt, issue de Michel Sublet (mort en 1599), anobli par lettres données au Bois de Vincennes en mai 1574, trésorier général de l'artillerie, trésorier des parties casuelles, conseiller et secrétaire des finances reçu le 9 décembre 1581, intendant et contrôleur général des finances le 13 février 1589, puis intendant des ordres du roi en 1593, seigneur de Jonchet en 1593, frère de Mathurin, le grand père François Sublet de Noyers.